# Melanie Wright
Pour les articles homonymes, voir Schlanger.
Melanie Renee Wright est une nageuse australienne née Schlanger le 31 août 1986 à Nambour, dans le Queensland. 
Elle fait partie de deux relais féminins sacrés champions olympiques en nage libre aux Jeux olympiques d'été de 2008 (4 × 200 m nage libre) et Jeux olympiques d'été de 2012 (4 × 100 m nage libre). En 2008, elle gagne aussi la médaille de bronze au 4 × 100 m nage libre. En 2012, elle ajoute deux médailles d'argent sur le 4 × 200 m nage libre et le 4 × 100 m quatre nages.
Elle est championne du monde de relais 4 × 100 m nage libre en 2007 et 2015.
Sa seule médaille individuelle en carrière est une médaille de bronze obtenue aux championnats pan-pacifiques 2006 sur le 100 mètres nage libre.

## Palmarès

### Championnats du monde

#### Grand bassin
- Championnats du monde 2007 à Melbourne :
  -  Médaille d'or du relais 4 × 100 m nage libre
- Championnats du monde 2015 à Kazan :
  -  Médaille d'or du relais 4 × 100 m nage libre (participe uniquement aux séries)
  -  Médaille de bronze du relais 4 × 100 m quatre nages (participe uniquement aux séries)